# سده ۳۸ (پیش از میلاد)

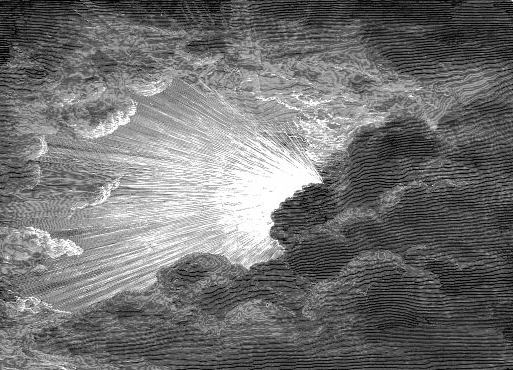
در تقویم یهودی نقطه مرجع در سال ۳۷۶۱ قبل از میلاد است که به طور سنتی حدود یک سال قبل از خلقت آدم و حوا در نظر گرفته می‌شود.

(سده سی‌ونهم پ.م. - سده سی‌وهشتم پیش از میلاد مسیح - سده سی‌وهفتم پ.م. - سده‌های دیگر)
قرن ۳۸ پیش از میلاد، قرنی بود که از سال ۳۸۰۰ پیش از میلاد تا ۳۷۰۱ پیش از میلاد ادامه یافت.

## رخدادها
- ۲۵ سپتامبر۳۷۶۰ (پیش از میلاد)؛ روز آفرینش، نخستین روز گاهشماری یهودی
- ۷ اکتبر۳۷۶۱ (پیش از میلاد)؛ مبدا گاهشماری یهودی

- زلزله‌ای در نزدیکی یک فرهنگ نوسنگی در سوتایرا در قبرس، بخش زیادی از زیرساخت‌های محلی را ویران کرد.[۱]

- دوره عبید در شرق عربستان و شبه جزیره عمان در ۳۸۰۰ سال قبل از میلاد به طور ناگهانی به پایان رسید.[۱]

- در سوریه، گورهای دسته جمعی در تل براک، که قدمت آنها به حدود ۳۸۰۰ تا ۳۶۰۰ سال قبل از میلاد می‌رسد، کشف شده‌اند که نشان دهنده جنگ‌های پیشرفته در حدود این دوره است.[۱]

- ۳۸۰۰-۲۷۰۰ قبل از میلاد - دولمن‌های دومباته (گالیسیا)[۱]

- ۳۸۰۰-۳۲۰۰ قبل از میلاد - ۱۲۰ مقبره وج (ایرلند)[۱]

- حدود ۳۷۵۰ قبل از میلاد - فروپاشی زبان پروتو-سامی[۱]

## دوره‌های تقویمی[۱]
- ۲۵ ایلول، ۷ اکتبر ۳۷۶۱ پیش از میلاد - به عنوان اولین روز خلقت از ماده بی‌شکل (پیدایش ۱.۲) در نظر گرفته می‌شود، که به طور سنتی به عنوان از هیچ تفسیر می‌شود، و کتاب مقدس در آن روز یادآوری می‌کند که خداوند هستی، زمان، ماده، تاریکی و نور را آفرید.

- اول تیشری، ۱۲ اکتبر ۳۷۶۱ پیش از میلاد - ششمین روز آفرینش (روش هشانا، روز اول) در نظر گرفته می‌شود، که در آن کتاب مقدس یادآوری می‌کند که خداوند آدم و حوا را آفرید.

## چهره‌های سرشناس
- آدم، نخستین انسان (برپایه گاهشماری یهودی)